# Белгато (Пезаро и Урбино)
Белгато је насеље у Италији у округу Пезаро и Урбино, региону Марке.
Према процени из 2011. у насељу је живело 56 становника. Насеље се налази на надморској висини од 25 м.